# Ponte (Rome)

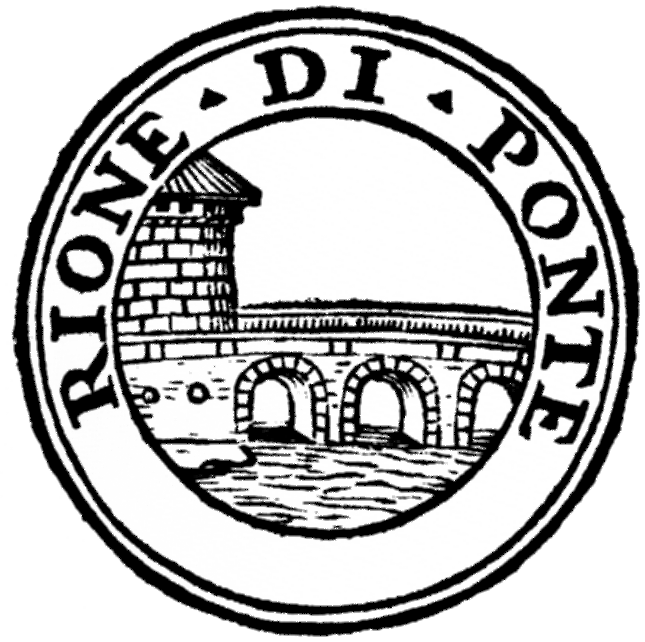
Wapenschild van de wijk

Ponte is de vijfde wijk (rione) van Rome in het zelfstandig stadsdeel Municipio I. Het is vernoemd naar de Engelenbrug, die de wijk verbindt met de wijk Borgo, gelegen in Municipio XIV. De brug werd gebouwd onder keizer Hadrianus en oorspronkelijk naar hem genoemd, namelijk ‘’Pons Aelius’’. Het verbindt zijn mausoleum met de rest van de stad. Paus Sixtus V verlegde de grenzen van de wijk, zodat de Engelenbrug nu tot de wijk Borgo behoort. 
Het is voor de hand liggend dat het wapenschild van deze wijk een brug is.
In het Romeinse Rijk werd de wijk ‘’Circus Flaminius’’ genoemd en onder Nero werd er nog een andere brug gebouwd, de Neronianus of triumphalis, omdat de Via Triumphalis er langs liep. Vanaf Titus, zouden Romeinse keizers over deze brug de stad binnentreden. 
Het gewone leven liep in deze wijk gewoon verder tijdens de Middeleeuwen en ook later nog.  Hierdoor zijn verschillende zaken die aan het oude Rome herinneren, verdwenen. Het werd een populaire plaats, gezien er in andere, voornamelijk hoger gelegen districten, gebrek aan drinkwater was.  In deze wijk kon de bevolking rechtstreeks uit de Tiber drinken, die er langs stroomt. Ook belangrijk was dat verschillende hoofdstraten langs de Engelenbrug liepen en dat er een enorme drukte was door de aanwezigheid van pelgrims die naar het Vaticaan gingen. Dit is ook de reden waarom er talrijke restaurants, winkels, en dergelijke zijn. 
In de 16e eeuw werd de wijk geroemd vanwege zijn goede wegen.  Verscheidene paleizen werden er dan ook door de grootste families uit Rome gebouwd. Zij trokken hiervoor beroemde kunstenaars aan, waardoor de buurt ook beroemdheid kreeg.
Dikwijls waren er ook kleine processies te zien, voorgegaan door een persoon gekleed in het zwart, het gezicht bedekt en een crucifix dragend op de schouders. Op een wagen in de processie lag dan een geketend en verdoemd persoon, die ononderbroken een beeld van Jezus moest kussen. Het gevolg zou naar het plein voor de Engelenbrug trekken, waar galgen stonden en waar de verdoemde dan opgehangen werd. 
Alhoewel Ponte een betrekkelijk rijke wijk was, had het veel te lijden onder de vele overstromingen van de Tiber. 
Het uitzicht van de wijk wijzigde helemaal toen Rome hoofdstad werd van het verenigd Italië in 1870: er werden dijken gebouwd en nieuwe bruggen om Vaticaanstad te verbinden met de wijk Prati en de rest van Rome. Hoewel al de kleine en typische straatjes die naar de rivier leiden verdwenen zijn, is het toch nog mogelijk om een idee te hebben hoe het er moet uitgezien hebben, eens men de wijk dieper ingaat. 